# متلازمة كاودن
تتنوع أعراض متلازمة كاودن متضمنًة آفات جلدية كأورام الجلد الحليمية وأنواع متفرقة من السرطانات كأورام بالثدي، بطانة الرحم، الغدة الدرقية، الكلى، القولون والمستقيم، وأعراض بالأمعاء والقولون كالبوليبات المختلطة والأورام العابية، وأعراض عصبية مثل مرض ليرميت ودوكلوس. قد تطورت معايير التشخيص حديثاَ ويعد نظام كليفلاند لتسجيل النقاط والذي وضع عام 2011 هو أحدثهم وقد استنبط من متابعة 3042 مريضاً

## الوراثة
تنتج متلازمة كاودن عن طفرة في الجين فتن، وهو جين مسؤول عن تثبيط نمو الأورام، وقد ظهرت وراثة هذه الطفرة في حوالي 80% من المرضى، وتمنع هذه الطفرة الجين من القيام بعمله، مما يتسبب في نمو وتطور الأورام، وتعد متلازمة كاودن واحدة من ضمن عدة أمراض تنشأ عن طفرات متعددة في جين فتن ،وفي نسبة 20% المتبقية من المرضى لا يظهر حتى الآن سبب معروف للإصابة بمتلازمة كاودن، ويعتقد انها قد تحدث نتيجة طفرات في مواقع معينة من الحمض النووي والمسؤولة عن تنظيم نشاط جين فتن
تنتقل متلازمة كاودن كصفة وراثية سائدة، مما يعني أن وجود نسخة واحدة من الجين المتحور كافية لإظهار المرض . وفي العديد من الحالات يرث الطفل المريض الصفة عن أحد أبويه، وفي حالات أخرى ينتج المرض عن طفرة مستحدثة في الجين في مريض لم يثبت أي تاريخ مرضي لدى عائلته .

## الأعراض

### أعراض جلدية

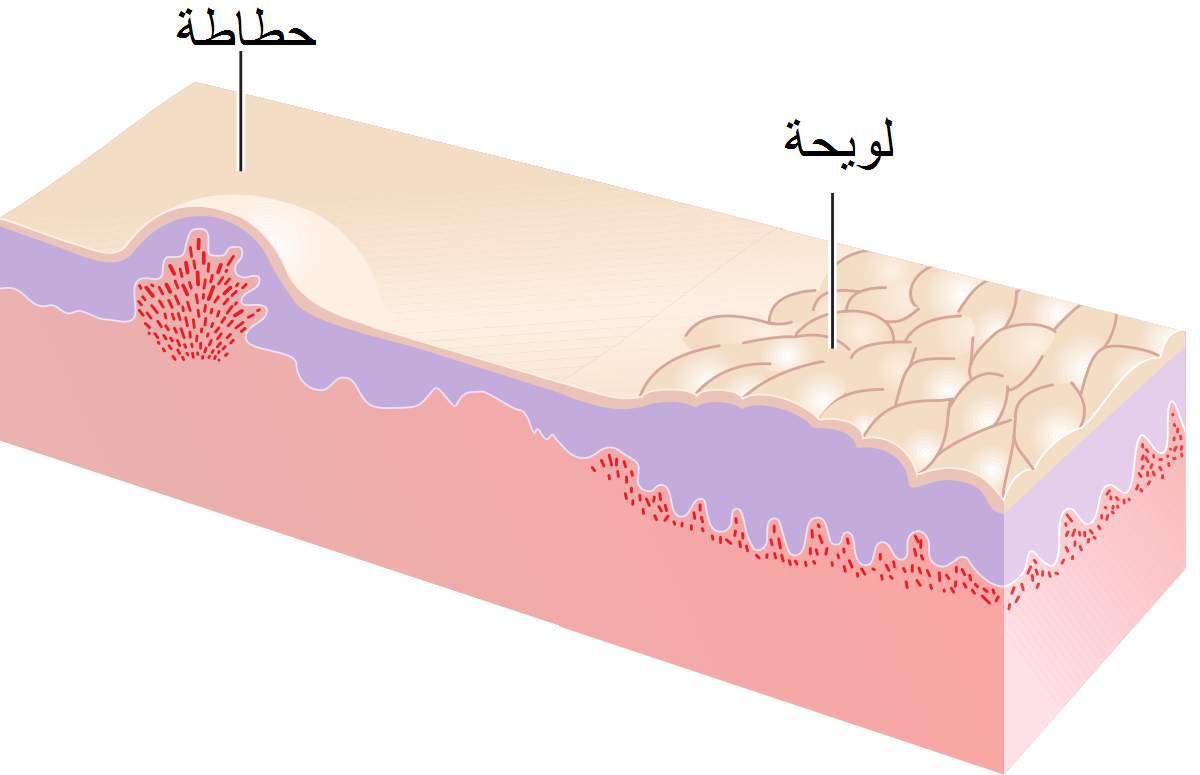
لويحة وحطاطة

- حطاطات الوجه (ثآليل مسطحة حمراء اللون تحتوي بداخلها على الماء أو قد تكون جافة) تظهر حول الفم والأنف والعينين
- بقع بيضاء صغيرة الحجم (1-3 مم) في اللثة وسقف الفم
- لويحات وحطاطات بالجهة العلوية من اليدين والقدمين وتصيب 60% من المرضى
- بقع قشرية في باطن اليدين والقدمين وتظهر في 40% من المرضى
- الأورام عابية متعددة ومميزة لمتلازمة كاودن وتتصف بصغر الحجم، وتظهر غالبا في البشرة والأغشية المخاطية (كبطانة الفم والأنف).[3]

### أعراض أخرى
- تظهر الأورام العابية أيضا في الأمعاء وأماكن أخرى متفرقة من الجسم . وهي تنمو في معظم الأحوال بشكل غير سرطاني، ومع ذلك ترتفع احتمالية نمو أنواع متعددة من الأورام .حيث يصاب 75% من المرضى بأورام ثدي من النوع الحميد مثل تضخم الأقنية، والغداد، وضمور الفصوص اللبنية، والتغيرات الليفية الكيسية، ويظهر سرطان الغدة الدرقية الغير نخاعي في 10% من المرضى.[4][5]

وفي دراسة أجريت على 211 مريضًا لبحث خطورة الإصابة بأنواع معينة من السرطان في مرضى متلازمة كاودن.
أظهرت الدراسة أن نسبة المخاطر في خلال العمر التراكمي (70 سنة) تصل إلى 89% عمومًا، وتمثل مخاطر الإصابة بسرطان الثدي بالإناث إلى 81% , سرطانات الغدة الدرقية 21% , سرطانات بطانة الرحم 19% , سرطانات الكلى 15%.
- اختلالات وتشوهات بالهيكل العظمي ككبر حجم الرأس وتكون تكيسات العظام.
- أعراض عصبية كمرض ليرميت-دوكلوس .

## العلاج
يمكن علاج الأعراض الجلدية عن طريق تناول الريتنويدات التي تسيطر على ظهورها وتطورها، وقد تعود الآفات الجلدية للظهور عند توقف العلاج
كما يمكن علاجها جراحيًا باستخدام التقشير الكيميائي والليزر.
ويحتاج مرضى متلازمة كاودن لرعاية فريق متخصص من الأطباء متضمنًا جراحين وأطباء أمراض جلدية، وأطباء أمراض تناسلية، وذلك لطبيعة المرض المعقدة.
ويتم متابعة حالة الثدي لتجنب تطور أورام الثدي عن طريق الفحص الذاتي الشهري للثدي، والفحص بالماموجرام سنويًا عند عمر الثلاثين، أو قبل ذلك بـ5 سنوات في حالة وجود تاريخ عائلي لوراثة أورام الثدي.

## معدل الحدوث ونسب الإصابة
لا توجد أرقام دقيقة عن معدلات الإصابة بمتلازمة كاودن وذلك لندرة المرض وصعوبة التشخيص.

## التسمية والتاريخ
وصفت متلازمة كاودن لأول مرة عام 1963 بواسطة الطبيبين (للويد ودينيس) وقد أطلقا اسم متلازمة كاودن على المرض تبعًا لاسم المريض